# Шишацька селищна територіальна громада
Шишацька селищна громада — об'єднана територіальна громада в Україні, в Миргородському районі Полтавської області. Адміністративний центр — селище Шишаки.
Площа громади — 611,55 км², населення — 14 821 мешканець (2018).
Утворена 13 серпня 2015 року шляхом об'єднання Шишацької селищної ради та Баранівської, Великобузівської, Великоперевізької, Воскобійницької, Гоголівської, Жоржівської, Ковердинобалківської, Куйбишевської, Михайликівської, Пришибської та Сагайдацької сільських рад Шишацького району.

## Населені пункти
До складу громади входять 1 селище (Шишаки) і 74 села: 
- Бабичі
- Баранівка
- Білаші
- Бухуни
- Велика Бузова
- Великий Перевіз
- Величкове
- Вертелецьке
- Вишневе
- Воронянщина
- Воскобійники
- Гнатенки
- Гоголеве
- Гончарі
- Горішнє
- Григорівщина
- Дем'янки
- Дмитрівка
- Жоржівка
- Зелене
- Зозулі
- Кирпотівка
- Киселиха
- Климове
- Ковердина Балка
- Колодяжне
- Коляди
- Криворучки
- Легейди
- Лещани
- Луці
- Мала Бузова
- Малий Перевіз
- Маликівщина
- Маначинівка
- Маслівці
- Михайлики
- Мірошники
- Науменки
- Нижні Яреськи
- Низова Яковенщина
- Носи
- Павлівка
- Пелагеївка
- Переводчикове
- Петренки
- Покровське
- Порскалівка
- Принцеве
- Пришиб
- Раївка
- Римиги
- Романки
- Сагайдак
- Салимівщина
- Самари
- Соснівка
- Сулими
- Тищенки
- Товсте
- Федунка
- Харенки
- Хвальки
- Хвощове
- Ходосиха
- Христівка
- Цьови
- Чернишівка
- Чорнобаї
- Шарлаївка
- Шафранівка
- Швадрони
- Яковенщина-Горова
- Яреськи